# Fliegerabteilung 212 (Artillerie)
Fliegerabteilung 212 (Artillerie) – FA A 212 (Oddział lotniczy artylerii nr 204) – niemiecka jednostka obserwacyjna i rozpoznawcza wspomagania artyleryjskiego Luftstreitkräfte z I wojny światowej.

## Informacje ogólne
Jednostka została utworzona w dniu 15 stycznia 1917 roku z Artillerie-Fliegerabteilung 212. Jednostka uczestniczyła w walkach na froncie zachodnim, została rozwiązana po kapitulacji Niemiec. W 1917 roku jednostka była podporządkowana Kofl 7 Armii (Kommandeur der Flieger der 7. Armee).

## Dowódcy eskadry
| Stopień | Nazwisko | Okres         |
| ------- | -------- | ------------- |
| Kapitan | Spieker  | listopad 1917 |